# Clark Ellice
Clark Ellice (1982) es un deportista neozelandés que compitió en triatlón y acuatlón.
Ganó una medalla de plata en el Campeonato de Oceanía de Triatlón de 2015, y una medalla de bronce en el Campeonato Mundial de Acuatlón de 2006.

## Palmarés internacional
| Campeonato de Oceanía | Campeonato de Oceanía           | Campeonato de Oceanía | Campeonato de Oceanía |
| Año                   | Lugar                           | Medalla               | Prueba                |
| --------------------- | ------------------------------- | --------------------- | --------------------- |
| 2015                  | Mount Maunganui (Nueva Zelanda) | Medalla de plata      | Relevo mixto          |

| Campeonato Mundial | Campeonato Mundial | Campeonato Mundial | Campeonato Mundial |
| Año                | Lugar              | Medalla            | Prueba             |
| ------------------ | ------------------ | ------------------ | ------------------ |
| 2006               | Lausana (Suiza)    | Medalla de bronce  | Individual         |